# التسلق (أغنية)
«التسلق» (بالإنجليزية: The Climb)‏ هي أغنية للفنانة والممثلة الأمريكية مايلي سايرس، وغنت سايرس الأغنية كجزء من موسيقى هانا مونتانا: الفيلم التصويرية. أصدرت الأغنية في 5 مارس، 2009. تحمل الأغنية طابع بوب شعبي صاخب مع طابع من موسيقى الريف وموسيقى البوب، وتتحدث الكلمات عن رحلة صعبة لكن نهايتها جميلة.
لقيت الأغنية استحسان النقاد، كما شكلت نجاحاً تجارياً ببلوغها في ذروتها المركز الرابع في مراكز سباقات الأغاني الأمريكية، وشوهدت الأغنية بثلاث أسطوانات بلاتينية في الولايات المتحدة.

## الوصلات الخارجية
- فيديو كليب "التسلق" على يوتيوب